# Sageraea thwaitesii
Sageraea thwaitesii là một loài thực vật thuộc họ Annonaceae. Đây là loài bản địa Sri Lanka.

## S. grandiflora
Plants of the World Online cho rằng Sageraea grandiflora Dunn, 1914 ở Kerala, Ấn Độ là đồng loài với Sageraea thwaitesii và coi S. grandiflora là danh pháp đồng nghĩa của S. thwaitesii.
S. grandiflora cũng được IUCN coi là đang nguy cấp.
Như vậy theo nghĩa rộng thì Sageraea thwaitesii có ở Ấn Độ và Sri Lanka.